# Turgut Berkes
Pour les articles homonymes, voir Berkes.
Turgut Berkes (né à Izmir, Turquie le 20 novembre 1953 et mort le 20 août 2018[réf. nécessaire]) est un musicien de rock turc.